# ワンダフルデイズ (漫画)
『ワンダフルデイズ』は、荒井チェリーの4コマ漫画作品。芳文社発行の『まんがタイムきららMAX』で2004年7月号から2012年8月号にかけて連載された。

## ストーリー
運は悪いが明るく生きる女性・金子さちの妖怪たちの暮らすアパートでの生活を描く。

## 登場人物
金子さち（かねこ さち）
本作の主人公。23歳の女性だが容姿が幼く、小学生か中学生くらいに見える。妖怪の住むアパートで暮らすことになったが、今まで住んできた場所は幽霊が出たり腐乱死体があったりしたため、全く気にしていない。基本的に運が悪いが、明るくまっすぐに生きている。実家は大家族で、兄が1人と弟が2人、妹が3人（三つ子）、兄嫁と姪がいる。彼らを支えるために働いてきたため、見た目に反して力持ちで、重い荷物を軽々と持ち上げたり林檎を手で割ったりできる。穏和で気配りのできる性格だが、ダメ大人である壱に対しては辛辣。
壱（いち）
さちの部屋に住み着く同居人。実は座敷童子なのだが、何故か育って大人になっている。そのせいか福も数十円単位の得にしかならない。昼間から酒を飲み、食う寝る遊ぶしか考えていないダメ大人。座敷童子なのに勝手に外を出歩いたりする。最近になって、酒をやめると禁酒した時間に比例して若返る事が判明し、しばらく子供の姿に戻っていたが、ブランデーケーキ等のアルコールを含んだ菓子を食べたためリバウンドし、再び大人の姿に。なお、子供の姿に戻っていたときも座敷童子パワーは復活しなかった。薫が生まれたときから大人の姿だったらしく、最近では周囲の人からは座敷童子として扱われないことも多い。
岡田薫（おかだ かおる）
アパートの大家で、絵本作家。れっきとした人間の男性である。メルヘンなものが大好きで、妖怪たちと暮らせることを喜んでいるが、幽霊や心霊現象は大の苦手。仕事上家に閉じこもりがちになることからしばしば引きこもり呼ばわりされる。アイディアが詰まったときは暗い顔で町を徘徊したり妖精を呼び寄せようとしたりと、不審者そのものである。ペンネーム (KAORU) と作風のせいで、女性だと思い込む読者もいる。時々さちのことをコロボックル扱いする。金目当てで近付く女性を苦手とし、すぐに見抜いて避ける。
うみ
名ばかりの大家である薫の代わりにアパートを運営する管理人。外見と言動は古き良き時代の日本女性を思わせるが、実は犬に変身する狼女ならぬ犬女。薫が幼いころにケガしていたところを助けてもらったが、今ではうみの方が薫の世話をしている。穏やかそうな性格に見えるが、深く静かに怒りを表現し、犬のときはヨークシャー・テリアの入った雑種の小型犬ながら土佐犬にも勝利する等、戦闘能力は高い。
本人曰く、狂犬病等の予防接種はきちんと受けているため、咬まれても病気になる心配はないとのこと。
北野たきび（きたの たきび）
アパートの住人で、雪女。数百年生きてきたらしいが、外見は小学生。歳の話はタブーとなっており、その過去の多くは謎に包まれている。多数の男性と付き合った経歴があり、人生経験豊富。今では小学生ライフを満喫しているが、そこでも男子にモテている。アパートの最年長で姉御肌。
真壁しおり（まかべ しおり）
アパートの住人で、ろくろ首。外見は普通の女性なので言われなければ気づかない。本人も成人して母に教えられるまでは知らなかったらしい。ただし、びっくりすると反射的に首が伸びる。蒼太に一目惚れするが、気弱な性格なので道のりは遠い。油を愛飲している。
長谷川珠季（はせがわ たまき）
アパートの住人で、猫又。女子高生だが、実際の年齢は不明。元が猫だからか、突然いなくなることがある。猫の姿に戻ることも可能。たきびと同様に男性遍歴は数知れず、相手の趣味に合わせてなんでも極めてしまうタイプ。しおりと同様に油を愛好している。
現在は『ハッピーとれいるず!』の舞台でもある「東高」に通っており、制服のタイの色（赤色）より高校2年生である模様。また、猫カフェでアルバイトをしており、猫の姿と人間の姿を臨機応変に使い分けている。
藤原未香（ふじわら みか）
新たにアパートの住人となった貧乏神。たきびとは昔からの知り合いらしい。未香とつきあう男は自然と未香に貢いで貧乏になっていく。それ自体は未香の意志とは無関係だが、貧乏神としてのプライドはあるらしく、金持ちの男とつきあうことには積極的で貢がれたものを返すようなことはしない。そのため金目当ての女性であるとして薫からは避けられている。
ただし貢がれた物への執着はあまりないらしく、貧乏なさちを見かねて、貢がれた所持品を一式売り払ってさちを助けたことがある。またアパートを出た後、たまたまさちと再会した際、貢がれて持っていた高級チョコをさちにあげるなど、さちにとっては壱以上の福の神のような感じになっている。それが座敷童子のプライドをいたく傷つけるらしく、壱には非常に嫌われている。
その後、外国に行ってしまっていたが……。
零（れい）
なぜか近所の公園の土管に住んでいる座敷童子の女の子。ちゃんとした座敷童子らしく、その姿は一部の子供とわずかな大人にしか見えないらしい。壱とは以前からの知り合いであるが、座敷童子ライバルのため仲は良くない。そのため、壱と会うたびに口喧嘩になるが、その様子はまさに子供の喧嘩である。
かつては家に住み着いていた普通の座敷童子だったが、その家の住人に結界を張られて閉じ込められてしまったことがあるらしく、それ以来屋外の生活を続けている。本人は家を持たないことについては特に気にしておらず、近所の子供たちと一緒に公園ライフを満喫していたのだが……。
内村蒼太（うちむら そうた）
さちの勤め先の社長の息子。才能がないのにバンドをやろうとしていたが、諦めて会社で働いている。19歳でさちより年下だが、危なっかしいところのあるさちをしつこいくらい気にかけている。それはさちへの好意によるものとも思われる。
菅原鈴吾（すがわら りんご）
大きな眼鏡をかけた男子高校生。珠季の飼い主だった人物の子孫。珠季に好意を持っており、ひょんなことから彼女と付き合うことになる。
趣味で小説を書いているが、文法すら間違っており他の人からは心配されている。
『キミとボクをつなぐもの』の舞台・「北高」の生徒であり、単行本3巻の巻末では同作に登場する伊達明とも会話をしている。
井上碧子（いのうえ あおこ）
蒼太の父親違いの妹で、蒼太に憧れを持っている。
蒼太としおりがたまたま立ち話（挨拶程度）をしていたのを見掛け、兄の恋人かどうかを密かに確認しようとしていたところを珠季に見付かり、さち達と知り合う。霊感は皆無で零はもちろん、壱の姿も見えなかったのだが……。
薫の絵本のファンでもある。
金子すずり（かねこ すずり）
さちの姪（兄の娘）で、まだ6歳。年相応に元気ではあるが、行儀が良くとても礼儀正しい。母親のみのりともども霊感が強く、零はもちろん、さちの後ろにいる方々の姿なども見ることができるが、本人はそれを当たり前のように思っている。
零と知り合って公園で遊んだときから気が合って仲良くなり、金子家に零が何度か遊びに来るまでになったが……。

## 書籍情報
芳文社より「まんがタイムKRコミックス」で全6巻が刊行されている。
1. 第1巻（2006年02月11日発行） ISBN 4-8322-7559-3
2. 第2巻（2007年05月28日発行） ISBN 978-4-8322-7629-1
3. 第3巻（2008年09月27日発行） ISBN 978-4-8322-7733-5
4. 第4巻（2009年12月26日発行） ISBN 978-4-8322-7873-8
5. 第5巻（2011年5月27日発行） ISBN 978-4-8322-4031-5
6. 第6巻（2012年8月10日発行） ISBN 978-4-8322-4170-1